# Un diablo bajo la almohada
Un diablo bajo la almohada es una coproducción hispano-francesa-italiana de comedia estrenada en España el 26 de febrero de 1968, dirigida por José María Forqué y protagonizada en los papeles principales por Ingrid Thulin, Maurice Ronet y Gabriele Ferzetti.
Se trata de una adaptación contemporánea de la novela El curioso impertinente escrita por Miguel de Cervantes Saavedra.
La banda sonora original de la película fue editada por el sello discográgico MGM Records bajo la referencia MGM 665503.

## Sinopsis
Anselmo es un joven antropólogo que vive atormentado por los celos y, aunque su mujer Camila no le da motivos, mantiene sobre ella una férrea vigilancia. Tras acudir a la consulta de un psiquiatra, este le dice que el problema está en él y no en su mujer. Pese a ello, Anselmo no se deja convencer e idea un plan para estar completamente seguro de la fidelidad de su esposa: le propone a su amigo Lotario que intente seducirla. Lo que Anselmo desconoce es que su amigo es un ligón profesional que termina seduciendo a su mujer.

## Reparto
- Ingrid Thulin como	Camila.
- Maurice Ronet como Lotario.
- Gabriele Ferzetti como Anselmo.
- Amparo Soler Leal como Leonela.
- Alfredo Landa como	Brocheros.
- José Luis Coll como Dr. Fernández
- Antonio Pica como	Mr. Anderson
- Víctor Israel como	Delegado inglés.
- Rogelio Madrid
- Vicente Bañó
- Enrique Echevarría
- Joaquín Roa como Mirón.
- Anne Doat como Laura.
- José Orjas como Cochero.
- Piero Lulli como Rafael.
- Gianni Solaro como	Don Ernesto.
- Milo Quesada como	Miguel.
- Laura Nucci como Madre de Camila.